# Смерть Ігоря Індила
Смерть Ігоря Індила, студента Київського професійно-педагогічного коледжу імені Антона Макаренка, трапилась у ніч із 17 на 18 травня 2010 року в Шевченківському районному відділенні МВС міста Києва. На думку громадських активістів і журналістів, є вбивством, яке стало наслідком дій дільничих інспекторів відділення — Сергія Приходька та Сергія Коваленка.
Смерть студента викликала в українському суспільстві резонанс та спричинила появу громадянської кампанії «Ні поліцейській державі», в рамках якої влітку 2010 року в Україні відбувалися масові акції протесту. Однією з головних вимог активістів було покарати винних у смерті Ігоря Індила.
Станом на січень 2015 року розслідування та судові засідання у справі смерті студента досі тривають. За цей час судові інстанції достеменно не встановили причини смерті Ігоря Індила.

## Хронологія обставин смерті

### 17 травня 2010 року
18:00. Ігор Індило разом із другом Володимиром Лесенком у гуртожитку, де мешкав Ігор, сідають святкувати його день народження. Він мав відбутися наступного дня — 18 травня. За свідченнями Лесенка, вони випили 1 літр самогону, однак Лесенко плутається у свідченнях.
18:20. Сусідка Ігоря по гуртожитку стверджує, що бачила його, як той лежав у коридорі на підлозі.
20:00 — 20:10. На ґанку біля гуртожитка відбувається конфлікт Ігоря з охоронцем гуртожитку Дмитром Хворостиною та дільничим Сергієм Приходьком.
20:15. Ігор добровільно сідає у авто дільничого без сторонньої допомоги. Вони їдуть до Шевченківського районного відділення міліції. Разом з ними до машини сідає Лесенко.
20:20. Комендант гуртожитку Зинаїда Федорина телефонує до Приходька та просить відпустити Ігоря до гуртожитку. Приходько відмовляє.
20:38. Індило, Хоменко та Приходько прибувають до відділку, що зафіксували камери спостереження. Відповідно до експертизи, у крові Індила має бути від 3.06 до 2.91 проміле. Однак з відео видно, що йде він без видимих порушень ходи.
21:00. Ігор вперше «падає» у відділку. Причина падіння невідома. За свідченнями Хоменка та міліціонерів — втрачає свідомість. Йому викликають швидку медичну допомогу.
21:30 — 21:40. Хоменко та Приходько повертаються до гуртожитку. Хоменко йде спати. Дільничний перевдягається у цивільний одяг та йде з гуртожитку.
21:49. Камери у відділку зафіксували, що Приходько затягує Індила до кімнати для адміністративно затриманих. Це суперечить свідченням Хоменка, який у суді стверджував, що хтось із працівників міліції супроводжував Ігоря до камери, й Ігор самостійно ліг на лавку.
22:11. Індило вперше починає рухатися після 20 хвилин нерухомого лежання на підлозі. Якщо він справді перебував у стані тяжкого алкогольного сп'яніння, то мав би безпробудно спати. А от якщо вже отримані травми тиснуть на мозок, така поведінка є можливою. Після трьох годин неспокійних рухів Ігор лягає на лавку.

### 18 травня 2010 року
0:30. Дільничний повертається до гуртожитку. Педагогам повідомляє, що Ігор спить.
1:23. Ігор падає з лавки. Саме це падіння начебто спричинило закриту черепно-мозкову травму з переломом кісток склепіння і основи черепа.
3:00. Ігор лежить нерухомо. За висновком експертизи, Ігор помер приблизно у цей час.
4:51. Стан Ігоря зацікавив працівника міліції Олексія Жижеріна. На відео видно, як він перевертає ногою тіло Індила. За словами Жижеріна, таким чином він перегортав його на живіт, після чого зрозумів, що Ігорю «погано» та пішов викликати швидку допомогу.
5:03. Мертвого Ігоря поливають з пляшки з водою.
5:14. Лікарі швидкої допомоги фіксують смерть Ігоря. Версія швидкої — захлинання власним блювотинням.
5:30. Міліціонери будять студентів гуртожитку та везуть їх до райвідділку давати свідчення.
6:00. Міліцейське керівництво проводить екстрену нараду у Шевченківському райвідділку з приводу подій. Присутні: керівник київської міліції Крикун і начальник Шевченківського райуправління Петро Мірошниченко.

## Версії смерті

### Міліції
До розголосу у ЗМІ 26 травня 2010 року міліція не коментує обставини смерті студента. Однак вже наступного дня начальник Шевченківського райуправління міліції Петро Мірошниченко заявляє: «За нашими відомостями, перепрошую, він (Ігор Індило) падав три рази. Перший раз — бачили, як він лежав на коридорі… П'яним, до речі. Другий раз — він впав при земляку з висоти власного зросту. Третє — він, коли лежав на лавці, впав з висоти, десь, 50 сантиметрів.»

### Уповноваженої з прав людини в Україні
2 червня 2010 року уповноважена Верховної Ради України з прав людини Ніна Карпачова назвала смерть Ігоря Індила у відділку вбивством. Вона впевнена, що правоохоронці намагаються «зам'яти» цю справу. За словами омбудсмена, «міліція знову намагається покрити своїх колег».

### Громадськості та журналістів
Активісти кампанії «Ні поліцейській державі», вказуючи на факти обставин смерті Ігоря Індила, звинувачують працівників Шевченківського управління МВС у вбивстві студента.
18 червня 2010 року під час прес-конференції у Києві журналісти озвучили результати власних розслідувань смерті Ігоря Індила. Дмитро Гнап заявив, що хлопця скоріше за все штовхнули сильно на бетонну стіну, він вдарився об неї, знепритомнів, йому роздробило з правої сторони праву частину головного мозку, відбувся крововилив, який тривав 7 чи 8 годин. Після чого, зі слів журналіста, Індила відвели на лавку та поклали спати, де він повільно вмирав. Дмитро Гнап, а також правозахисник Едуард Багіров, заявили, що Індила не катували. Із думкою Гнапа погодились і інші присутні журналісти, які брали участь у розслідуваннях.
Народний депутат Юрій Кармазін заявив, що не вірить у випадковість тілесних ушкоджень Індила. Посилаючись на власний досвід, він запевнив, що такі ушкодження не можуть бути отримані в результаті падіння на підлогу. Також не вірять у незастосування катувань зокрема блогер і журналістка Олена Білозерська та правозахисниця Тетяна Яблонська, так само вказуючи на характер ушкоджень Індила.

## Суспільний резонанс

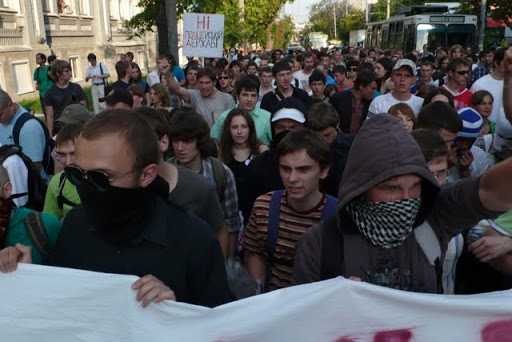
Протестувальники на акції в Києві, 10 червня 2010 року

Інформація про смерть студента у відділку міліції набуває розголосу та широко висвітлюється у ЗМІ із 26 травня 2010 року. Цього дня у випуску ТСН на телеканалі 1+1 виходить сюжет із серії «Жесть мундира», в якому розповідають про обставини стерті Індила. Після цього у суспільстві виникає резонанс, внаслідок якого по Україні починаються масові акції протести з вимогами покарати винних у смерті студента. Протестувальники винними вбачають працівників міліції та звинувачують їх у вбивстві. Також громадські активісти вказують на інші резонансні справи з фактами міліцейського свавілля. Наймасовіші мітинги тривають протягом літа 2010 року. Кампанія отримує назву «Ні поліцейській державі».

## Хронологія розслідувань та судових розглядів справи

### 2010 рік
Прокуратура Шевченківського району Києва порушила кримінальну справу за фактом перевищення службових повноважень працівниками Шевченківського райвідділку міліції (ст. 365 КК).
29 травня 2010 року повідомили, що начальник міліції Києва Олексій Крикун відсторонив від виконання обов'язків начальника Шевченківського райуправління МВС, його заступника, помічника начальника чергової частини, оперативного чергового та дільничого на час проведення внутрішнього службового розслідування та розслідування прокуратурою кримінальної справи за фактом смерті студента в цьому районному управлінні.

### 2012 рік
Перед тим (5 січня 2012 року) суд закрив кримінальну справу стосовно ще одного підсудного — старшого інспектора Шевченківському райуправління міліції Коваленка. Цю справу за ч. 1 ст. 367 (службова недбалість) Кримінального кодексу України закрили на підставі акту амністії.
5 січня 2012 року Деснянський райсуд засудив дільничного Приходька, обвинувачуваного у причетності до загибелі Індила, до 5 років позбавлення волі з відтермінуванням відбування покарання на два роки.
12 січня 2012 року адвокат батьків Індила подав скаргу в Апеляційний суд Києва на рішення Деснянського райсуду про умовне засудження колишнього працівника міліції, якого обвинувачували у причетності до смерті студента.

### 2013 рік
15 травня 2013 року Апеляційний суд задовольнив апеляційну скаргу і направив на новий судовий розгляд кримінальну справу за фактом смерті Індила.
18 липня 2013 р. Деснянський райсуд Києва розпочав розгляд по суті цієї кримінальної справи.

### 2014 рік
11 липня 2014 року відбулося судове засідання, під час якого суддя Ірина Дегтяр зачитала висновки повторної судмедекспертизи. Відповідно до неї черепно-мозкова травма Індила не могла утворитися через падіння з лави в ізоляторі Шевченківського райуправління міліції.

### 2018 рік
27 серпня 2018 року Європейський суд комунікував Уряду України скаргу батьків Індила щодо катувань їхнього сина та порушення його права на життя. Скарга до ЄСПЛ була подана 31 жовтня 2014 року.